# Patagornis
Patagornis es un género monotípico de la subfamilia Patagornithinae del Mioceno temprano (Santacrucense) de la Patagonia Argentina (formación Santa Cruz).La única especie conocida hasta la fecha es Patagornis marshi. Se trata de un ave del terror de talla pequeña, hasta un 15% más grande que un ñandú moderno. Es una de las especies de la familia Phorusrhacidae con esqueletos mejor preservados en el registro fósil.

## Taxonomía

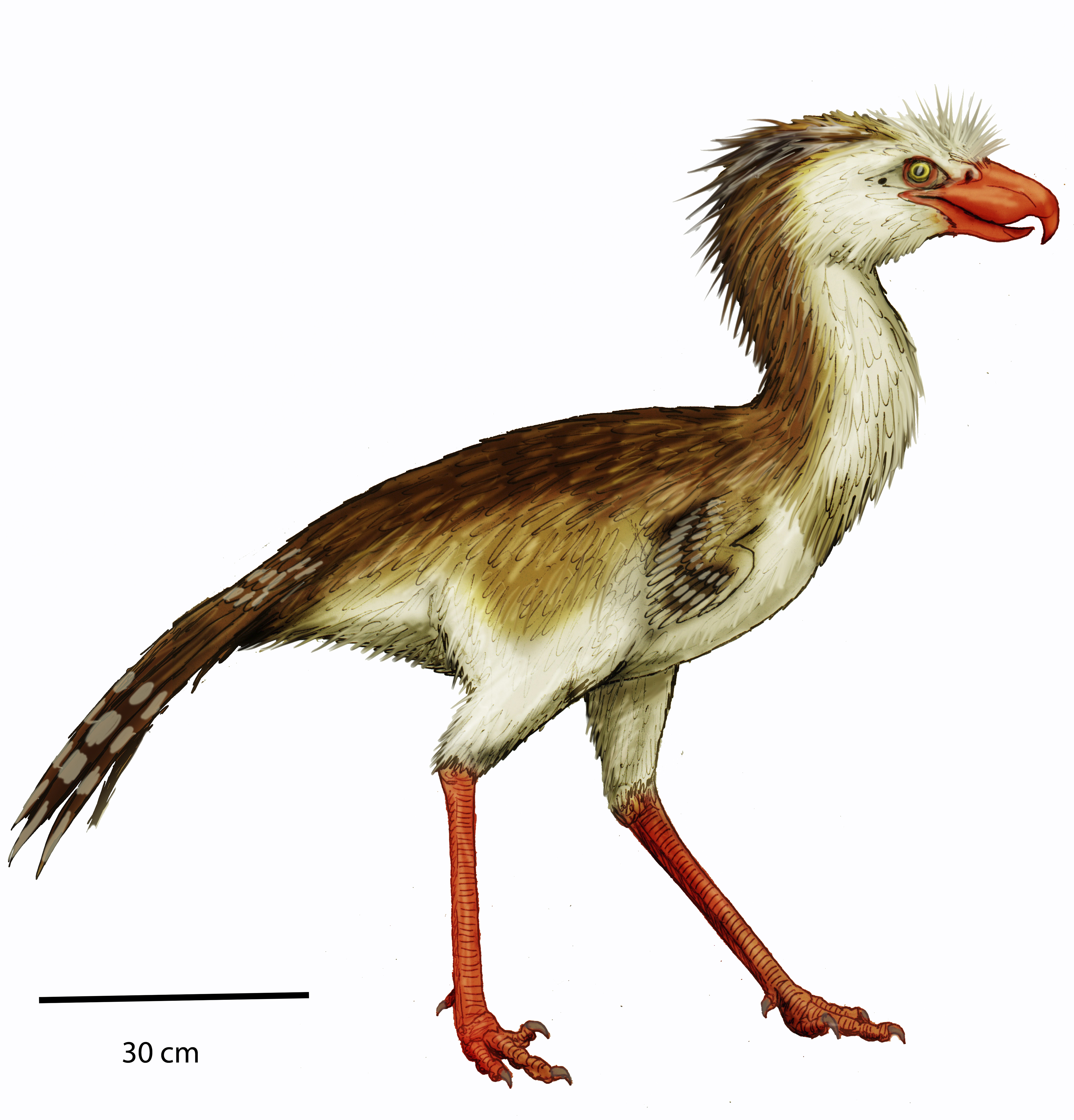
Recreación en vida.

El nombre del género y la especie han sido un tema conflictivo. Los primeros en describir esta especie fueron Moreno y Mercerat en mayo de 1891, bajo el nombre Patagornis marshi, pero en junio del mismo año Ameghino describe material de esta especie con el nombre Tolmodus inflatus (al principio piensa que se trata de un mamífero, no es hasta 1895 que se percata de que es una ave). Por norma de prioridad nomenclatural el nombre válido es Patagornis marshi, al haber sido descrito un mes antes. En la actualidad la mayoría de investigadores aceptan como correcto el nombre Patagornis marshi, pero unos pocos aún prefieren el nombre Tolmodus inflatus.

## Morfometría
Se trata de aves pequeñas en comparación con otras aves del terror (aunque hay otros géneros con tallas similares). A continuación se listan algunas medidas registradas en la literatura:
- Cráneo: 33.7 cm - 34.5 cm
- Coracoides: 150.0 mm
- Ulna: 110.0 mm
- Carpometacarpo: 76.0 mm
- Fémur: 22.7 cm
- Tibiotarso: 38.0 cm - 39.5 cm
- Tarsometatarso: 27.3 cm

Ahora se muestran algunas medidas de otros forusrrácidos (de tallas mayores, iguales o menores), con fines comparativos:
Kelenken guillermoi
- Cráneo: 716 mm (71.6 cm)
- Tarsometatarso: 437.14 mm (43.7 cm)

Paraphysornis brasiliensis
- Coracoides: 245.0 mm
- Ulna: 83.0 mm
- Carpometacarpo: 71.5 mm

Psilopterus lemoinei
- Coracoides: 74.0 mm - 78.5 mm
- Ulna: 79.5 mm
- Carpometacarpo: 47.5 mm

## Modo de vida
Es sabido que en aves la aptitud para correr es proporcional a la longitud del tarsometatarso en relación con el tibiotarso. La longitud del tarsometatarso en Patagornis marshi es aproximadamente el 70% del tibiotarso, lo que indica un modo de vida ágil y adaptado a la velocidad. Se conoce también que los canales auditivos en el cráneo de Patagornis marshi eran cortos y robustos, lo cual sugiere sensibilidad a movimientos de baja amplitud, evidencia de que al momento de atacar ejecutaba golpes lentos de cabeza.